# A Shop for Killers
A Shop for Killers (킬러들의 쇼핑몰?, Killeodeur-ui syopingmolLR; lett. "Il centro commerciale dei killer") è una serie televisiva sudcoreana distribuita su Disney+ dal 17 gennaio 2024, tratta dal romanzo Sar-inja-ui shopping mall (lett. "Il centro commerciale degli assassini") di Kang Ji-young. A fine 2024 è stata rinnovata per una seconda stagione.

## Trama
Jeon Ji-an è una giovane donna dalla vita ordinaria che, rimasta orfana in tenera età, è stata cresciuta dallo zio Jin-man, proprietario di un centro commerciale. Quando lo zio muore inaspettatamente, Ji-an scopre che il negozio è solo una copertura per fornire clandestinamente armi ed equipaggiamento a killer professionisti, e ne eredita l'attività, diventando il bersaglio delle forze dell'ordine e delle organizzazioni criminali che vogliono sfruttare ciò che l'uomo ha lasciato.

## Personaggi e interpreti
- Jeong Jin-man, interpretato da Lee Dong-wook
- Jeong Ji-an, interpretata da Kim Hye-jun

## Riconoscimenti
- Blue Dragon Series Award[5][6]
  - 2024 – Miglior attrice di supporto a Geum Hae-na
  - 2024 – Candidatura Miglior attore di supporto a Seo Hyun-woo
  - 2024 – Candidatura Miglior attrice emergente a Kim Hye-jun